# Economía de Indonesia
Indonesia, es una vasta y políglota nación que ha resistido a la crisis financiera global de modo relativamente tranquilo, debido a que el motor principal de su crecimiento económico es el consumo interno. La creciente inversión realizada tanto por inversores locales cuánto por extranjeros, también ayuda a mantener el sólido crecimiento. A pesar del crecimiento de la economía haber caído de los más del 6% el 2007 y 2008 para los 4,5 % el 2009, en 2010 volvió al nivel de los 6 %. El país es uno de los principales exportadores de petróleo, estaño y caucho del mundo, la mayor parte de su población continúa vinculada a la agricultura de subsistencia, a la pesca y a la explotación forestal. Los negocios o las empresas industriales en manos de indonesios han sido tradicionalmente pocos, y la producción se centraba en artículos para la exportación. A comienzos de la década de 1960, el gobierno, para corregir el balance de una economía colonial, nacionalizó las empresas extranjeras. Con las políticas de estabilización gubernamentales y con grandes sumas de dinero procedentes de las ayudas del exterior, la economía indonesia, que casi cayó en la bancarrota antes de 1966, comenzó a mostrar síntomas de una fuerte recuperación.
En el marco de esa política de estabilización, se estableció un plan de cinco años (de 1979 a 1983), que tenía como objetivos aumentar las oportunidades de empleo, incrementar la producción de alimentos, establecer una distribución de la riqueza sobre bases más igualitarias y alcanzar un promedio de crecimiento económico anual del 6,5 %. El plan de cinco años para 1984 a 1989 tuvo un objetivo de crecimiento anual más modesto, el 5 %, ya que el descenso de los precios de los principales artículos de Indonesia forzó al gobierno a bajar el listón de sus aspiraciones. El presupuesto anual estimado a finales de la década de 1980 presentaba 10 500 millones en ingresos y 13 900 millones de gasto.
Indonesia formó parte de la OPEP desde 1962 hasta el 2008.
La oligarquía nacida bajo el régimen del Nuevo Orden se está apropiando de la mayor parte de los frutos del sólido crecimiento económico de Indonesia. En 2017, un informe de Oxfam clasificó a Indonesia como el sexto país más desigual; el 1% más rico posee el 49% de la riqueza. Mediante el control de los medios de comunicación y la financiación de los partidos, estos oligarcas ejercen una considerable influencia en la vida política.

## Comercio exterior
En 2020, el país fue el 32.º exportador más grande del mundo (US $ 167,4 mil millones, 0,9% del total mundial). En la suma de bienes y servicios exportados, alcanza los US $ 200.1 mil millones, ocupando el puesto 29 en el mundo. Sobre las importaciones, en 2019, fue el 29.º mayor importador del mundo: 170.700 millones de dólares.

## Sector primario

### Agricultura
Indonesia produjo en 2018:

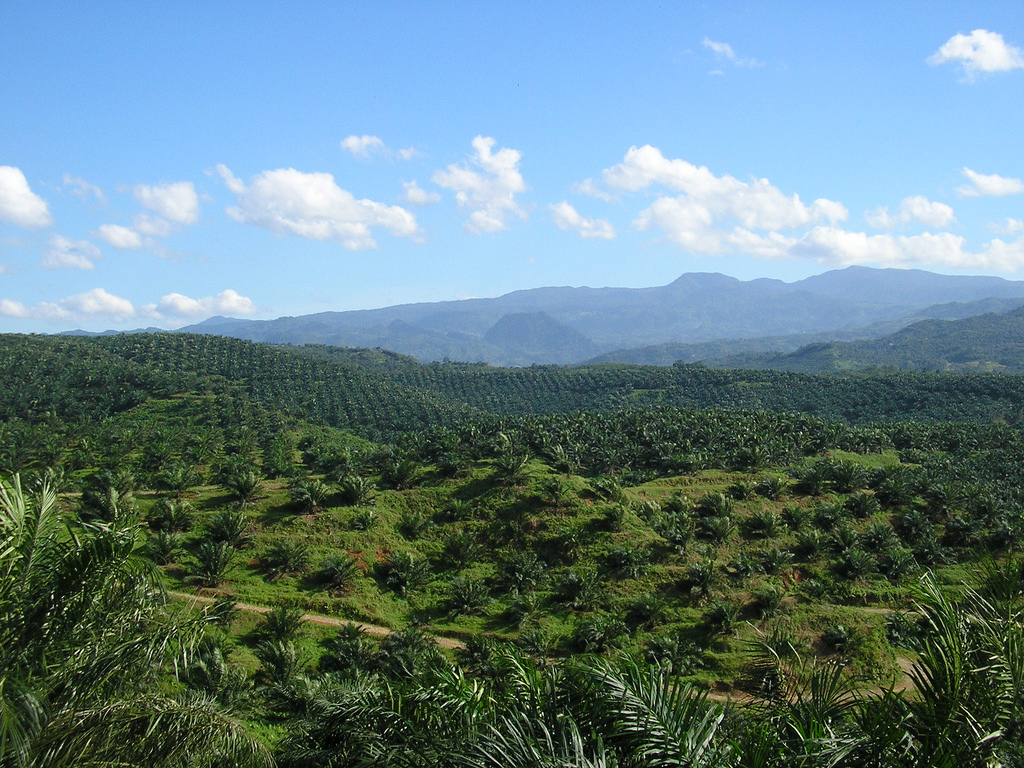
Plantación de aceite de palma en Cigudeg, Bogor.

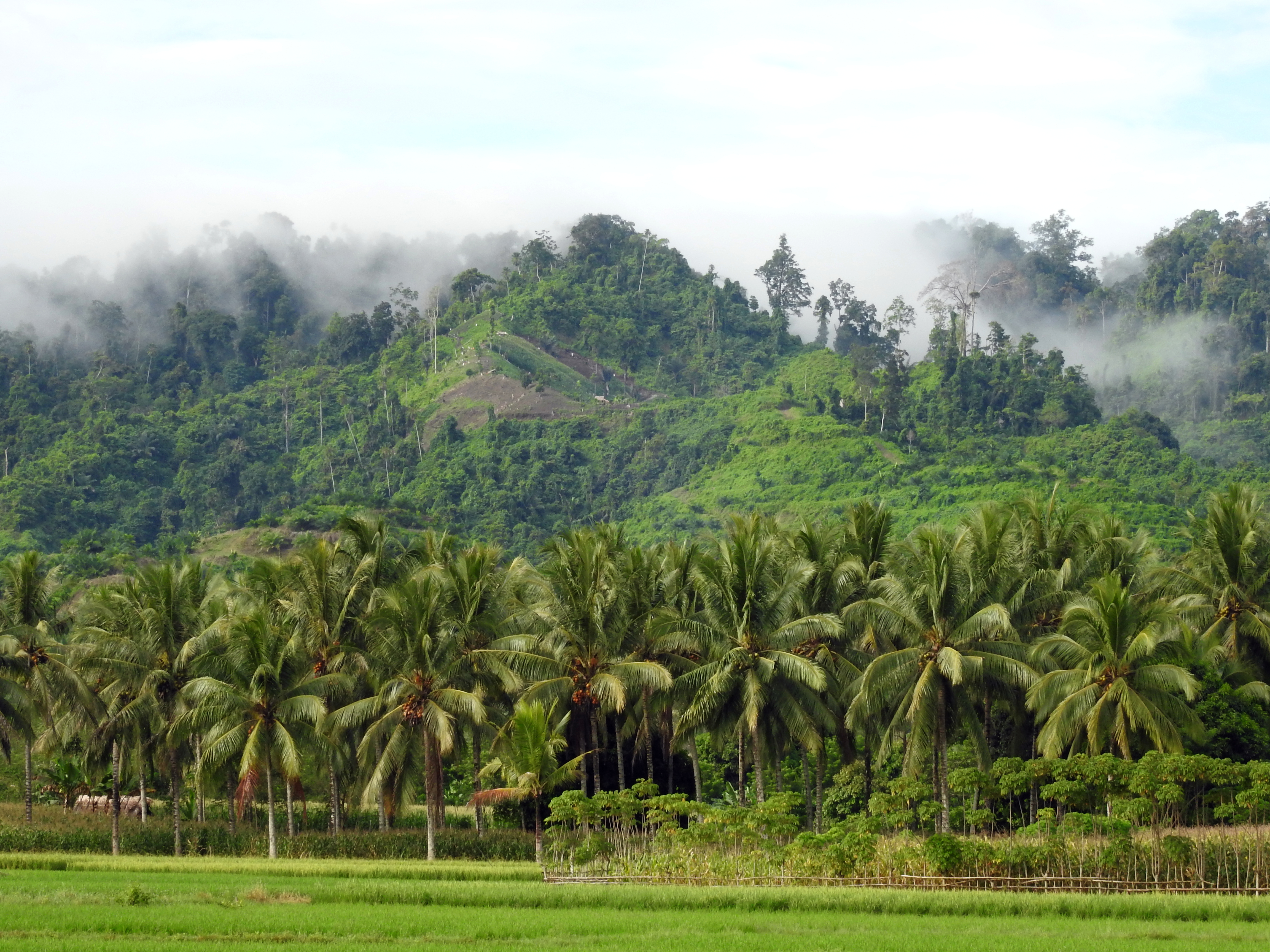
Cocotero en Sulawesi.

- 38 millones de toneladas de aceite de palma (mayor productor del mundo);
- 83,0 millones de toneladas de arroz (tercer productor mundial, detrás de China e India);
- 30,2 millones de toneladas de maíz (sexto productor mundial);
- 21,7 millones de toneladas de caña de azúcar (12.º productor mundial);
- 18,5 millones de toneladas de coco (mayor productor del mundo);
- 16,1 millones de toneladas de mandioca (sexto productor mundial);
- 7,2 millones de toneladas de banano (quinto productor mundial);
- 3,6 millones de toneladas de caucho natural (segundo productor mundial, solo detrás de Tailandia);
- 3,0 millones de toneladas de mango (incluido mangostán y guayaba) (cuarto productor más grande del mundo, solo detrás de India, China y Tailandia);
- 2,5 millones de toneladas de ají (cuarto productor mundial, detrás de China, México y Turquía);
- 2,5 millones de toneladas de naranja (octavo productor mundial);
- 1,8 millones de toneladas de piña (quinto productor mundial, solo detrás de Costa Rica, Filipinas, Brasil y Tailandia);
- 1,8 millones de toneladas de batata (sexto productor mundial);
- 1,5 millones de toneladas de cebolla (el 14.º productor mundial);
- 1,4 millones de toneladas de repollo;
- 1,2 millones de toneladas de patata;
- 976 mil toneladas de tomates;
- 953 mil toneladas de soja;
- 939 mil toneladas de frijoles;
- 887 mil toneladas de papaya (quinto productor mundial, solo detrás de India, Brasil, México y República Dominicana);
- 722 mil toneladas de café (tercer productor mundial, detrás de Brasil y Vietnam);
- 593 mil toneladas de cacao (tercer productor mundial, solo detrás de Costa de Marfil y Ghana);
- 410 mil toneladas de aguacate (cuarto productor mundial, solo detrás de México, República Dominicana y Perú);

Además de producciones menores de otros productos agrícolas, como puerros (573 mil toneladas), berenjena (551 mil toneladas), pepino (433 mil toneladas), jengibre (207 mil toneladas), anacardo (136 mil toneladas, décimo productor mundial), clavo (123 mil toneladas), nuez de areca (128 mil toneladas), fruta de kapok (196 mil toneladas), té (141 mil toneladas), tabaco (181 mil toneladas, sexto mayor productor del mundo) etc.
Alrededor del 12 % de las tierras están cultivadas; gran parte de la tierra cultivable está en Java. Aproximadamente el 55 % de la población activa del país, unos 70,4 millones de trabajadores, se dedican a la agricultura, ya sea como dueños de pequeñas granjas o como jornaleros en otras propiedades. Las pequeñas granjas, que producen cultivos de subsistencia, también contribuyen notablemente al cultivo de caucho y de tabaco y a la producción total de exportaciones. Las plantaciones producen caucho, tabaco, azúcar, aceite de palma, café, té y cacao, que se destinan sobre todo a la exportación.
El arroz es el alimento básico del país; su producción anual a finales de la década de 1980 fue (en t) de 41,8 millones. La mayor parte del arroz se cultiva en Java. Otros cultivos importantes son mandioca, maíz, batata, cocos, caña de azúcar, soja, cacahuete (maní), té, tabaco y café. La producción anual de caucho es de 1,1 millones de t aproximadamente. Los bancos y las cooperativas de granjas han impulsado el aumento de la producción de los cultivos y de la comercialización. Sin embargo, todavía tienen que importarse grandes cantidades de productos alimenticios, incluso arroz.

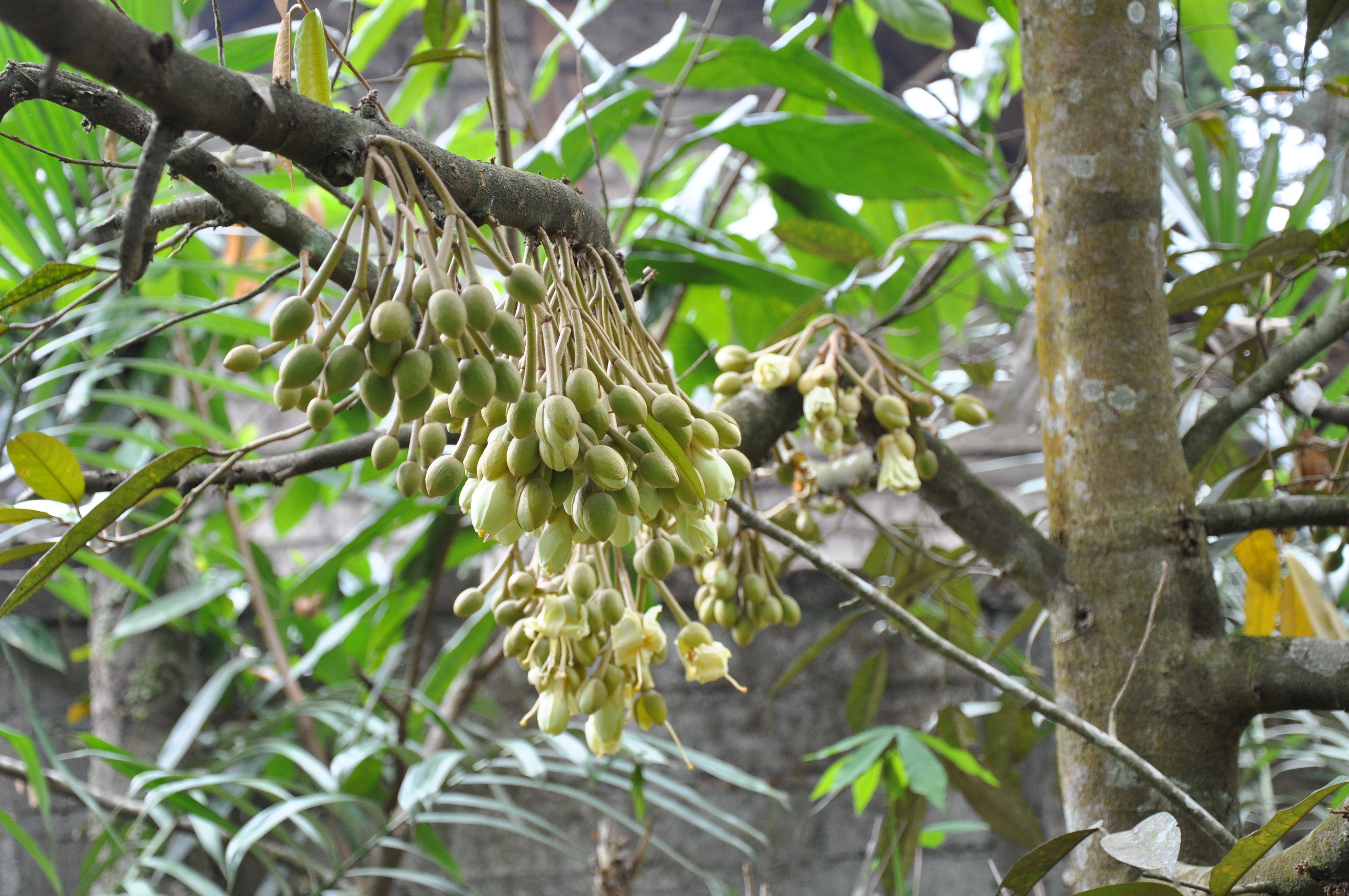
Plantación de café en Satria
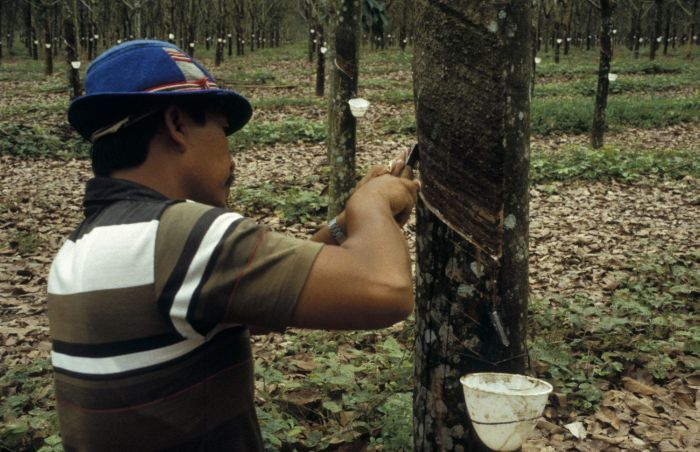
Extracción de caucho natural en Sumatra
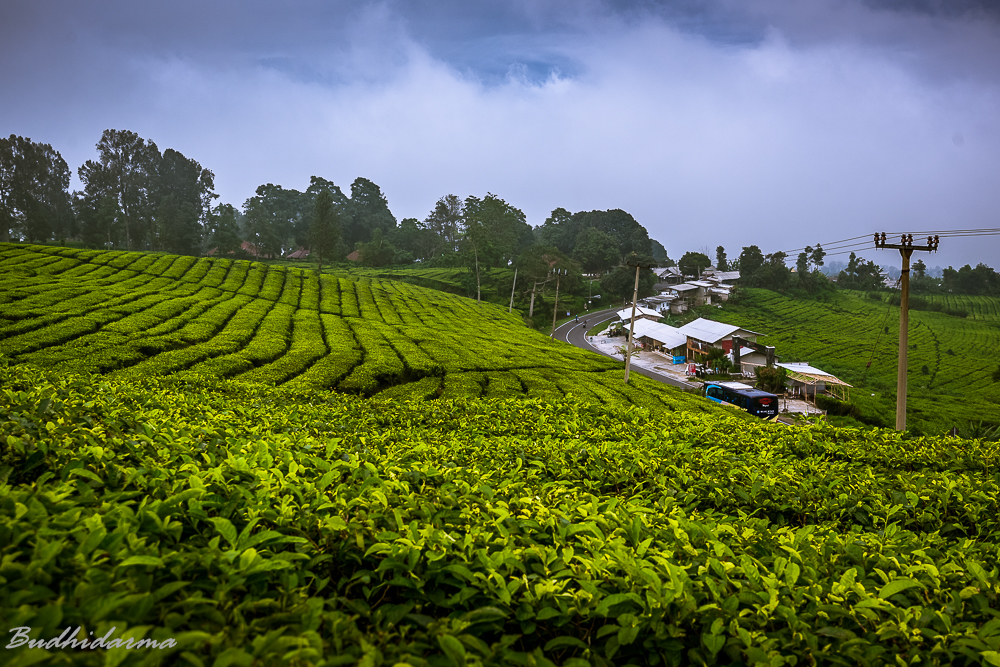
Plantación de té de Indonesia
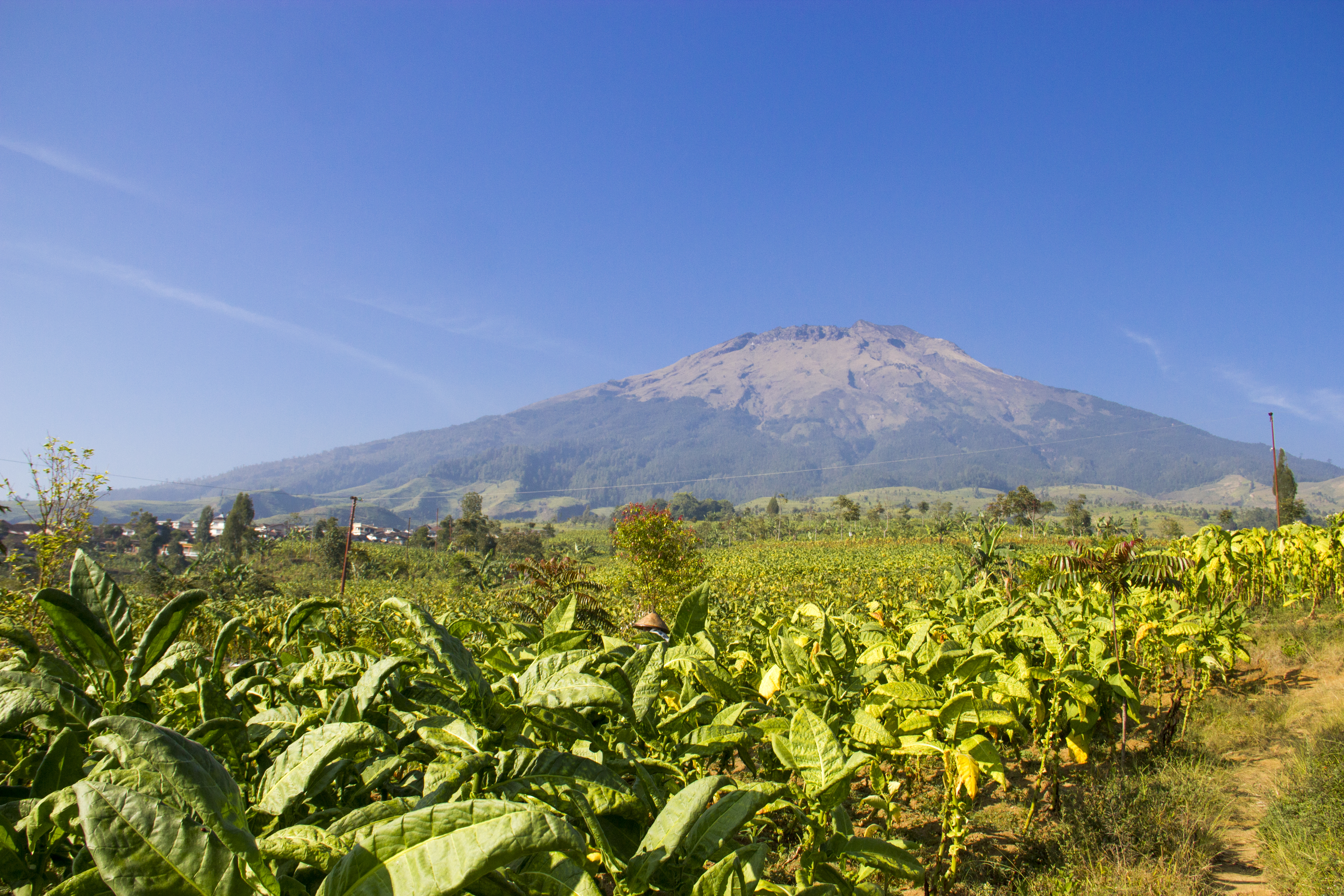
Tabaco en Java
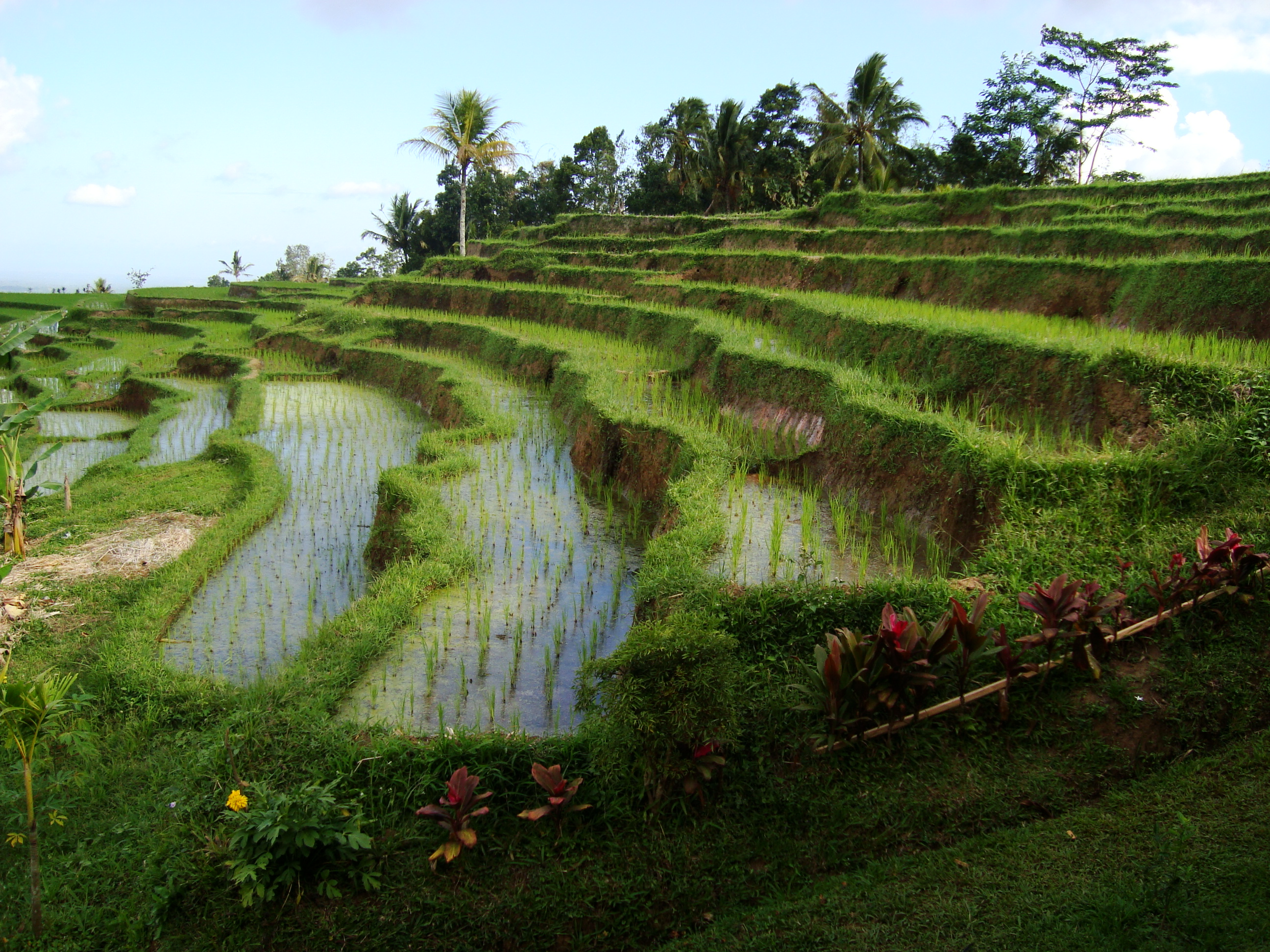
Arroz en Bali
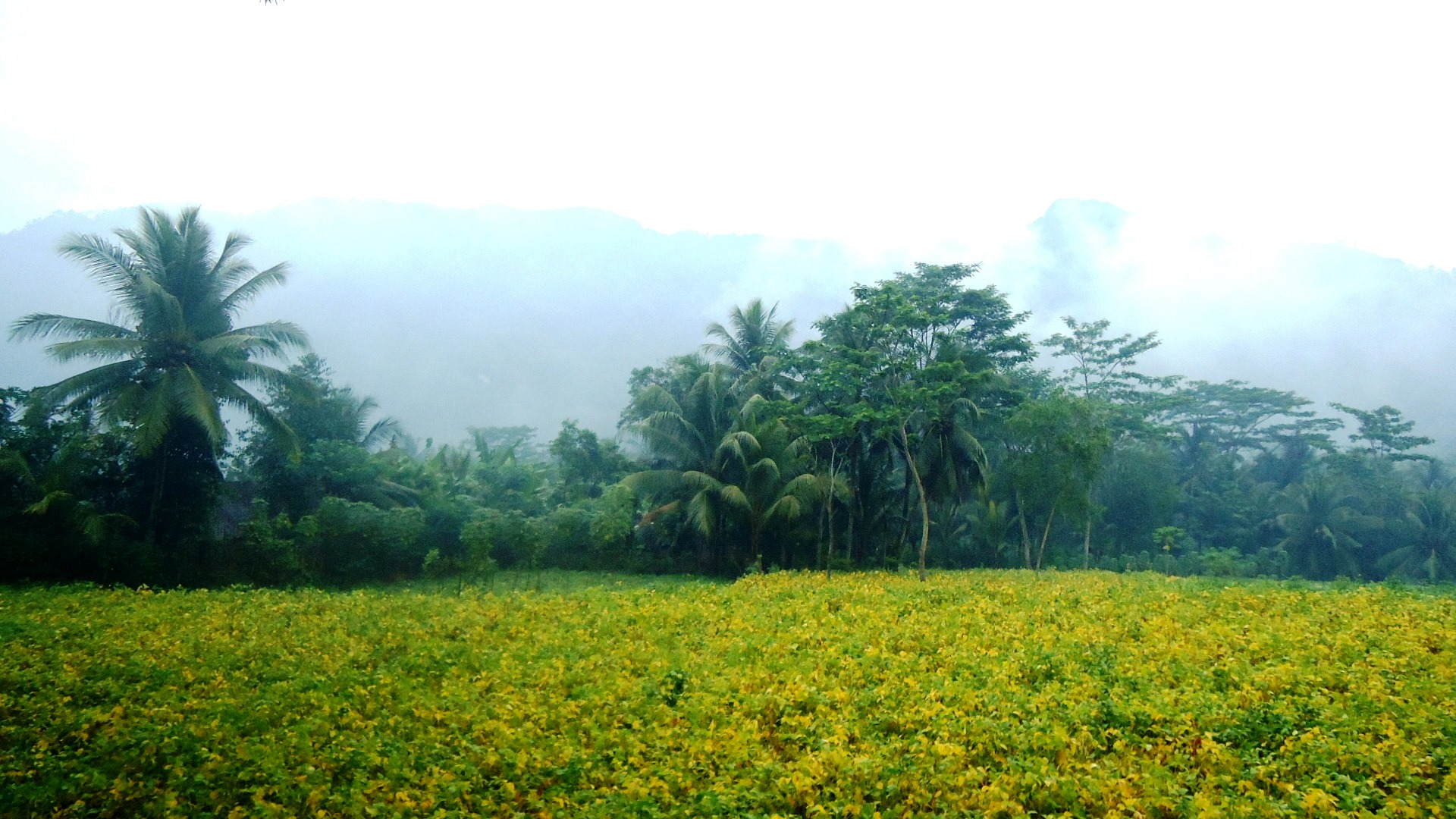
Soja en Panggul, Trenggalek
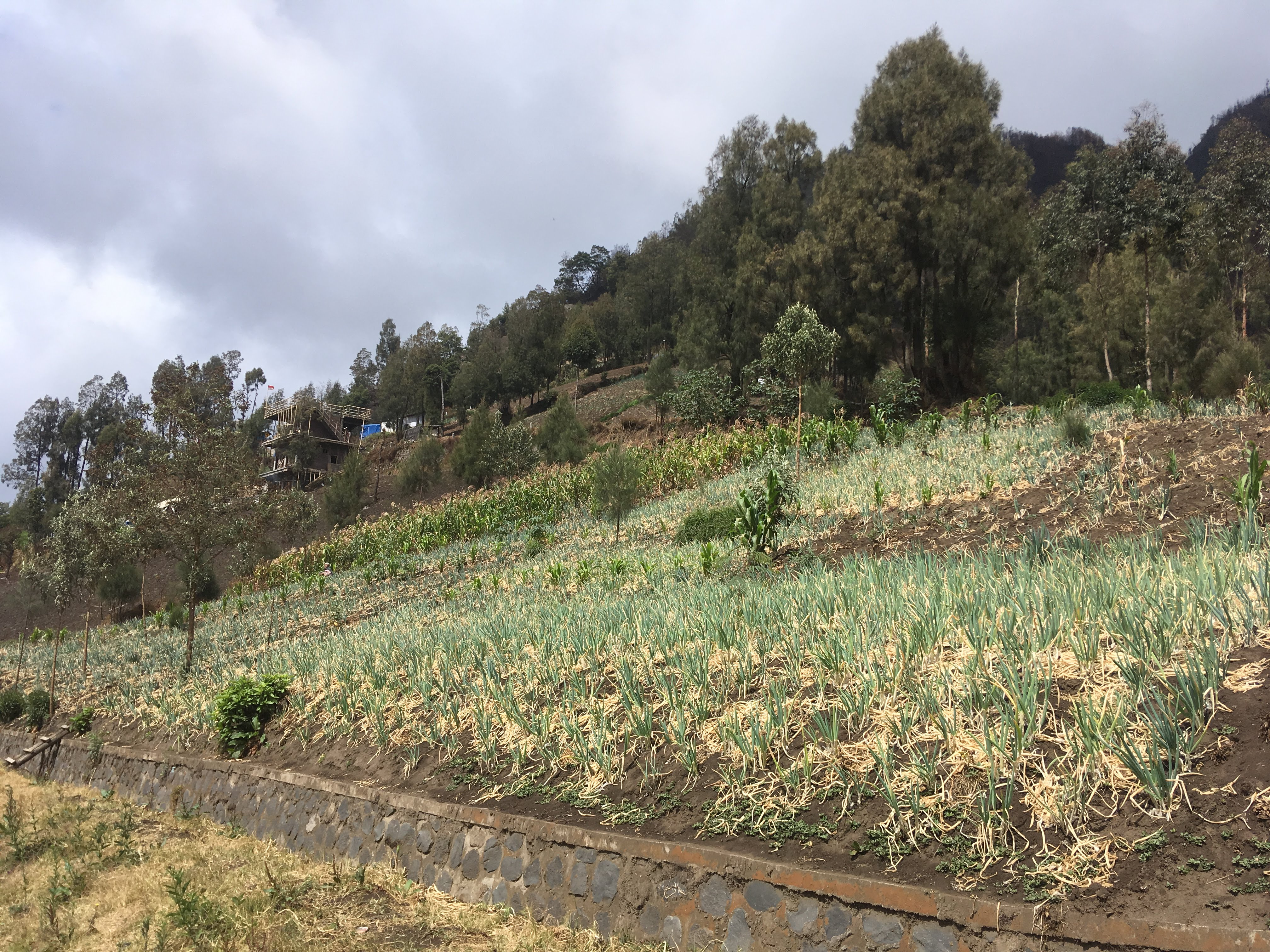
Cebolla en Ngadisari
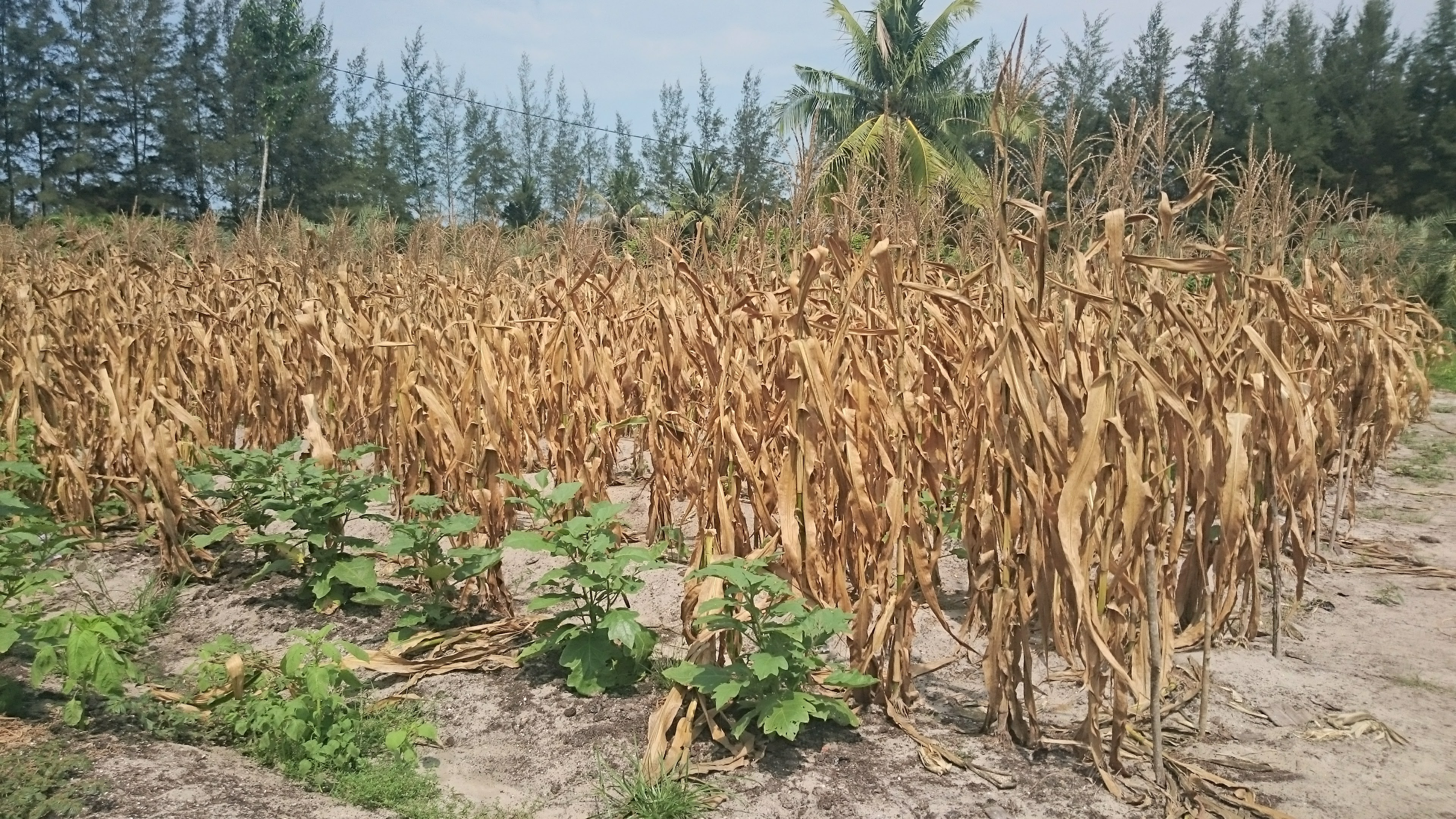
Maíz en Pangkalpinang

### Ganadería
En ganadería, Indonesia produjo, en 2019: 3,4 millones de toneladas de carne de pollo (sexto productor mundial); 4,7 millones de toneladas de  huevo de gallina (cuarto productor más grande del mundo); Mil millones de litros de leche de vaca; 369 millones de litros de  leche de cabra; 490 mil toneladas de carne de vacuno; 224 mil toneladas de cerdo, entre otros.

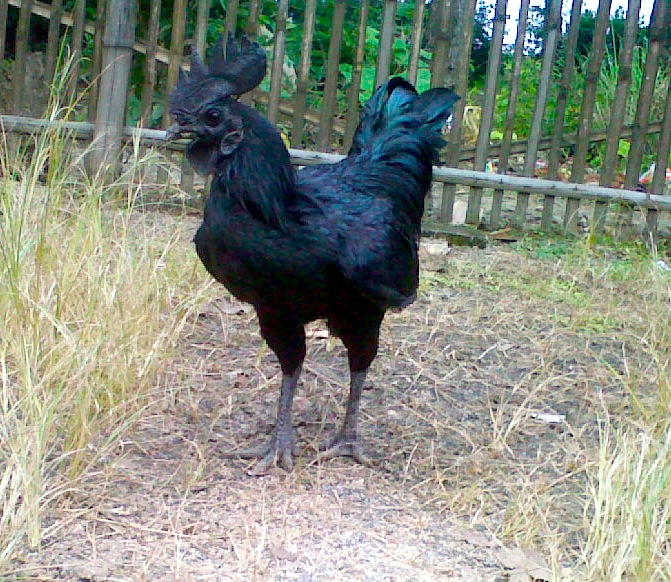
Aves de corral en Indonesia
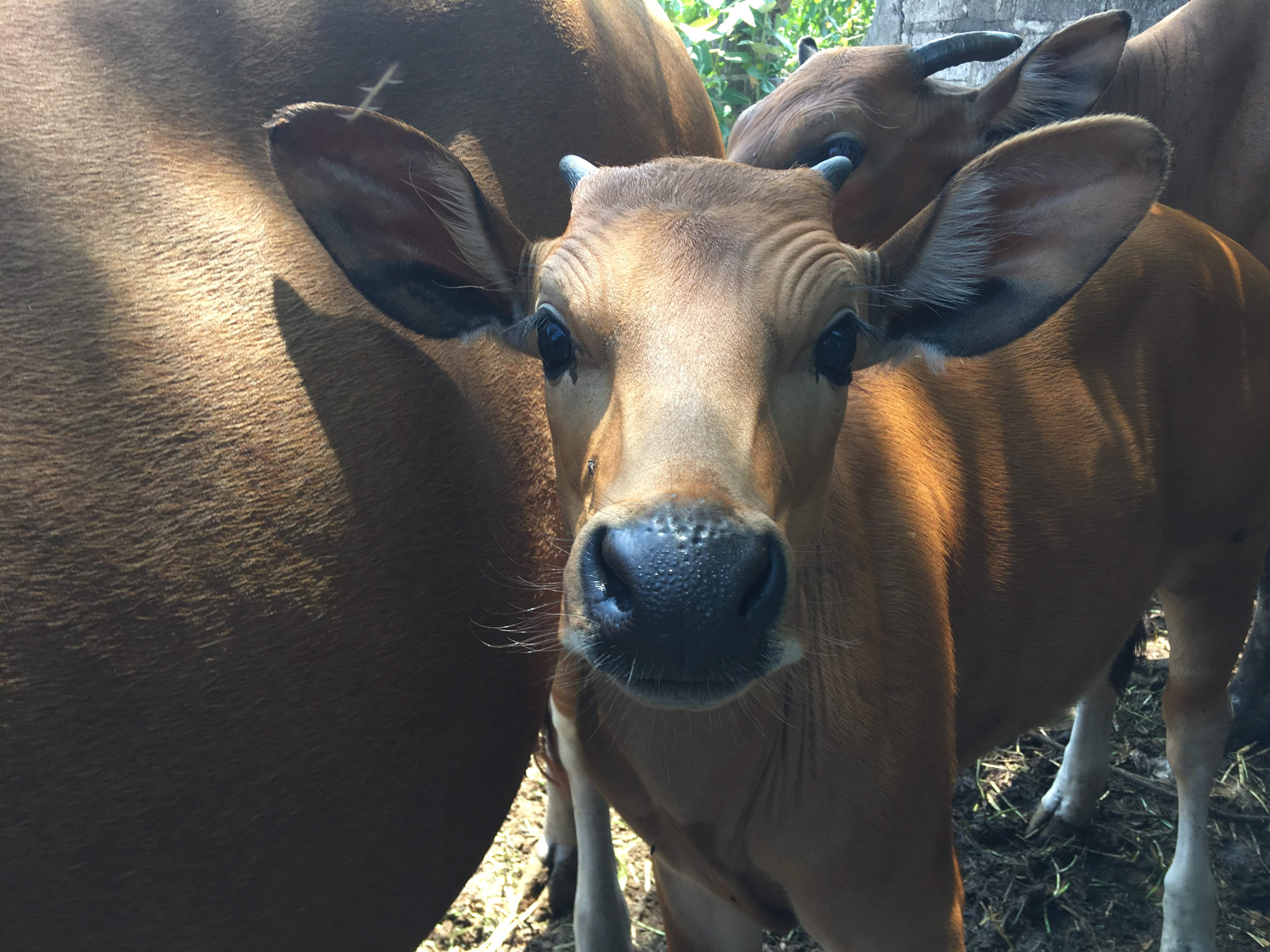
Ganado en Seminyak
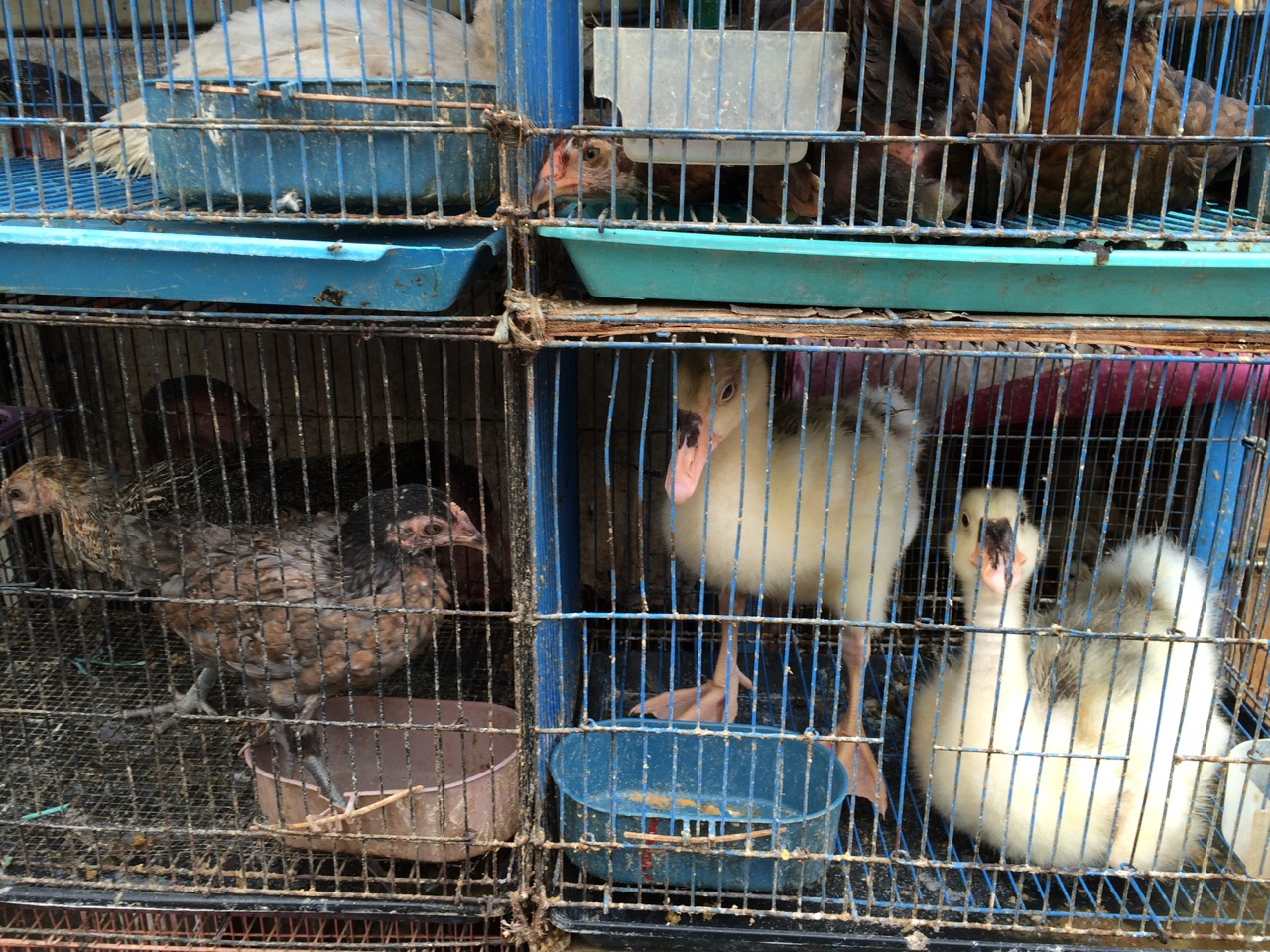
Patos en Jatinegara
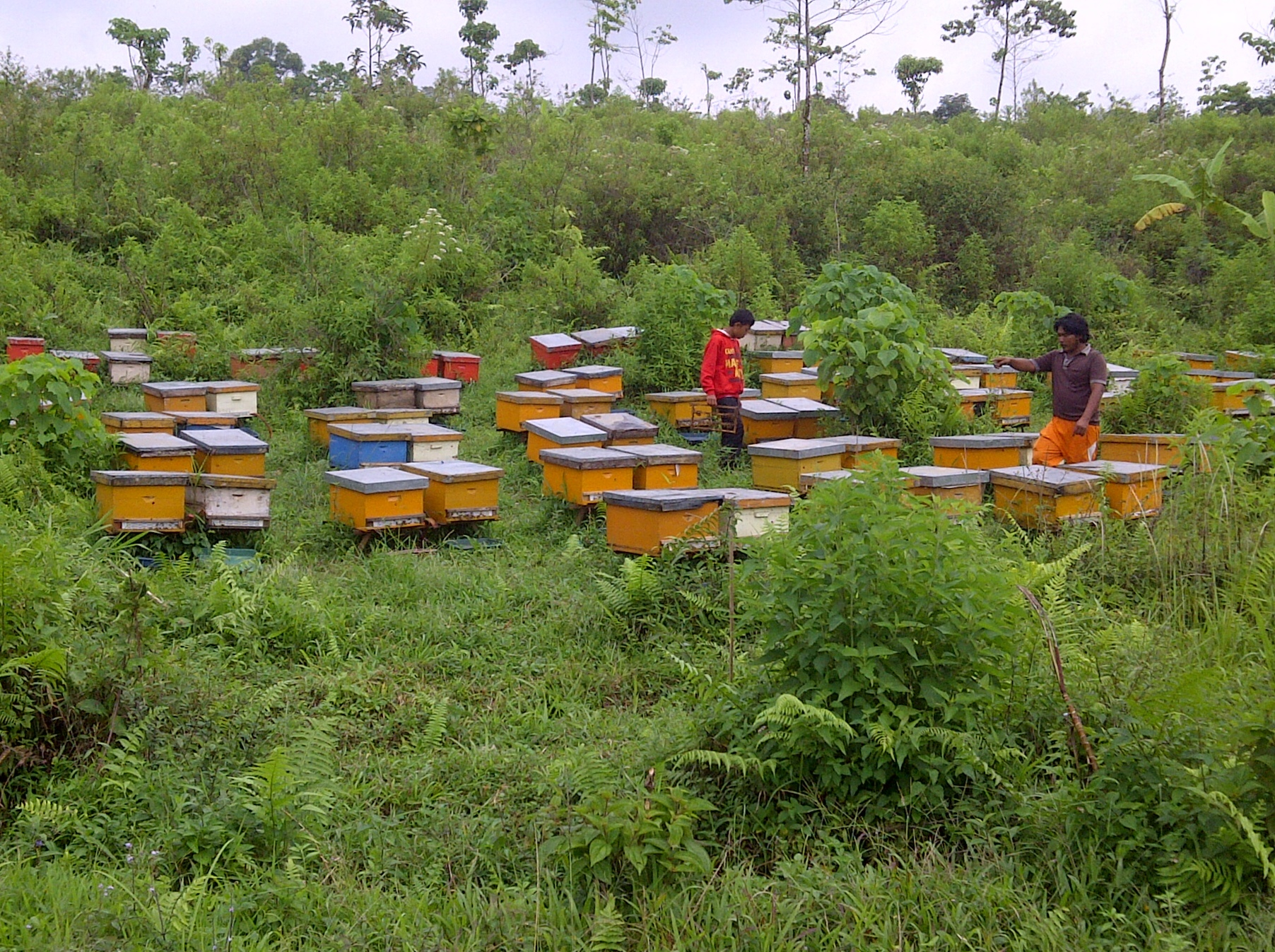
Apicultura en Kawah Ijen

### Explotación forestal y pesca
Casi dos tercios de la superficie de Indonesia están cubiertos por bosque y selva, en especial en Borneo, Sumatra y en el este de Indonesia. Casi todas las zonas de bosque son propiedades del Estado. La producción de madera en bruto alcanzó los 173,6 millones de m³ anuales a finales de la década de 1980. Además de las maderas con valor industrial, se produjeron en cantidades significativas maderas de teca, ébano, bambú y rota. Indonesia es el primer exportador mundial de chapa de madera o contrachapado.
El pescado tiene una importancia vital en la dieta, y gran parte de la captura anual se debe a quienes pescan a tiempo parcial como medio de subsistencia. A finales de la década de 1980 la captura de peces marinos fue de 2 millones de t y la pesca fluvial produjo aproximadamente 638 000. Las principales especies capturadas son carpas, atún, caballa, jurel, sardinas y camarones.

## Sector secundario

### Industria

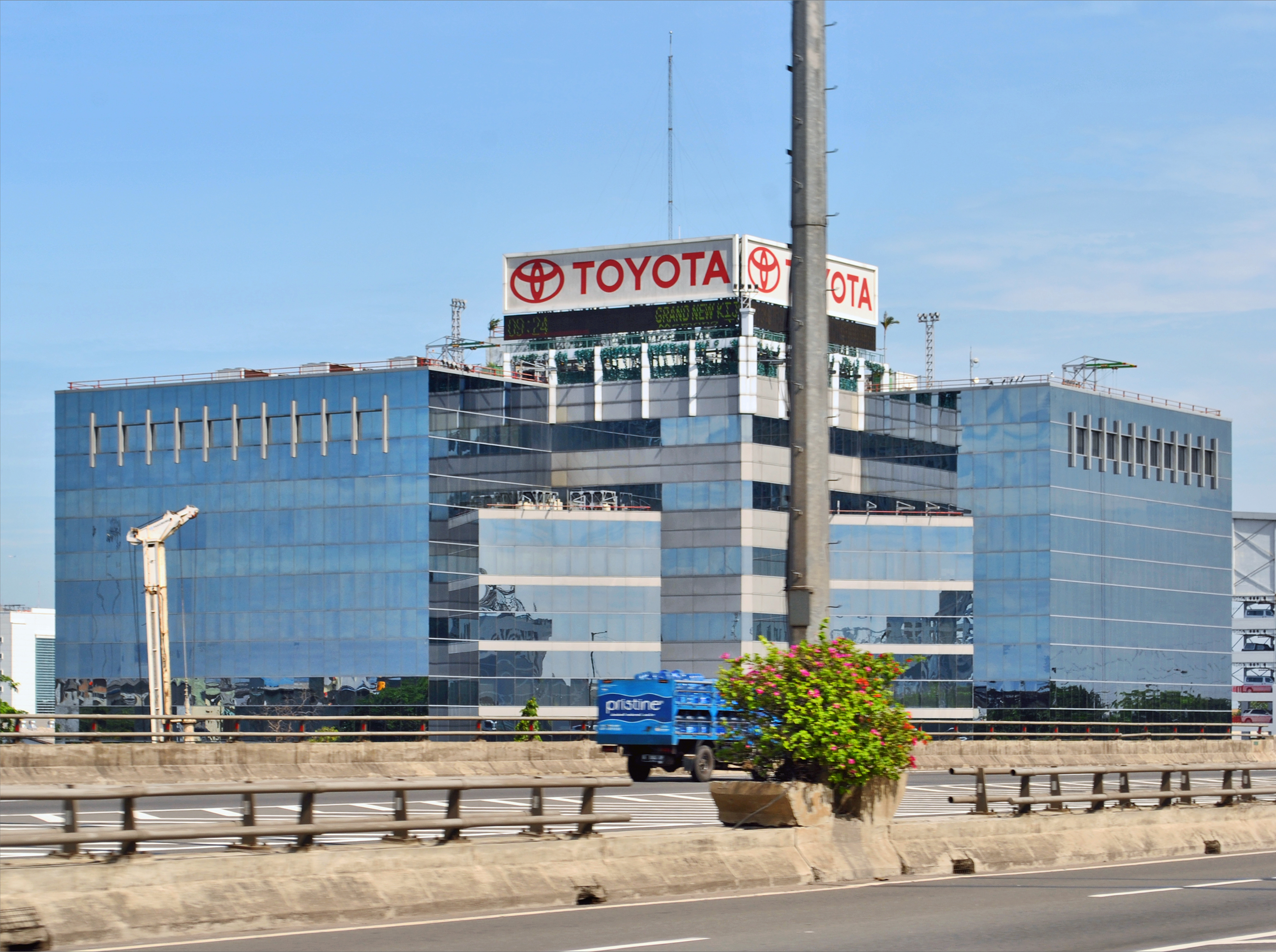
Sede de Toyota-Astra Motor en Sunter, norte de Yakarta.

El Banco Mundial enumera los principales países productores cada año, según el valor total de la producción. Según la lista de 2019, Indonesia tenía la undécima industria más valiosa del mundo (220.500 millones de dólares).
En 2019, Indonesia fue el 17.º productor mundial de vehículos en el mundo (1,2 millones) y el 25.º productor mundial de acero (6,0 millones de toneladas). En 2016, el país fue el quinto productor mundial de zapatos. En 2018, el país fue el segundo productor mundial de aceite de coco.
La industria supone más del 18 % del producto nacional bruto y la expansión industrial continúa siendo el principal objetivo de los programas de desarrollo del gobierno. En 2010 sa industria era de un 13 % en la estructura del empleo de Indonesia.Sobresalen por su importancia las refinerías de petróleo, las industrias textiles y la preparación de productos alimenticios. También destacan los derivados del tabaco, la chapa de madera, el cemento y otros materiales para la construcción, los productos químicos, los aparatos de radio, los receptores de televisión y los vehículos de motor. La industria se concentra en Java.
Soy un pato

### Minería

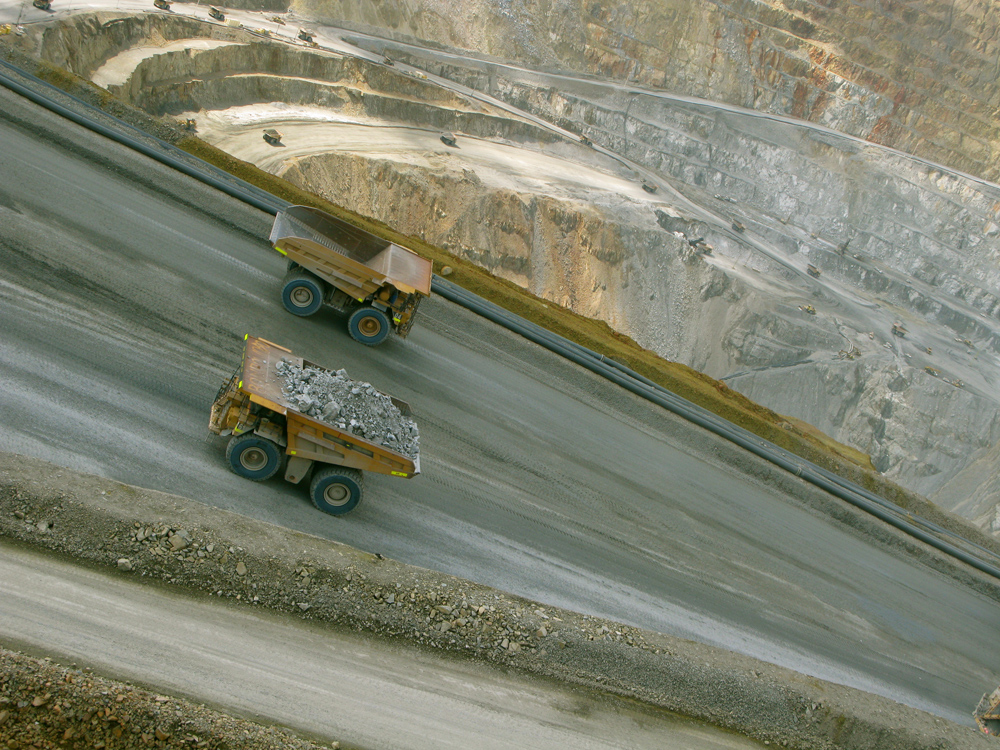
Mina de oro, cobre y plata en West Sumbawa.

En 2019, el país fue el mayor productor mundial de níquel; Séptimo productor mundial de oro; Segundo productor mundial de estaño y el sexto productor mundial de bauxita.
Los principales recursos de la minería son petróleo, gas natural, estaño, bauxita, carbón, manganeso y mineral de hierro. A finales de la década de 1980 Indonesia se encontraba entre los primeros países productores de petróleo con una producción anual de unos 500 millones de barriles. Las reservas más ricas se encuentran, sobre todo, en Sumatra, Java y Borneo. La producción de gas natural en esos mismos años fue de 41 000 millones de m³. Indonesia continúa siendo uno de los principales productores de estaño del mundo, aunque su producción anual ha descendido desde un máximo de unas 35 000 t (concentradas) a finales de la década de 1940, a unas 30 600 a finales de la década de 1980. Otras producciones anuales de minerales con cierto peso económico son las 505 800 t de bauxita, los 200203903923.4 millones de t de carbón y los 1,7 millones de t de níquel.

### Energía
En energías no renovables, en 2020, el país fue el vigésimo primer productor mundial de petróleo, 712 mil barriles / día. En 2019, el país consumió 1,6 millones de barriles / día (el decimotercer consumidor más grande del mundo). El país fue el 23.er mayor importador de petróleo del mundo en 2013 (391 mil barriles / día). En 2015, Indonesia ocupó el noveno lugar productor mundial de gas natural, 86,9 mil millones de m³ por año. En 2015, Indonesia fue el duodécimo exportador de gas más grande del mundo (30 200 millones de m³ por año). En la producción de carbón, el país fue el quinto productor mundial en 2018: 461,0 millones de toneladas. Fue el mayor exportador de carbón del mundo en 2018: 429 millones de toneladas.
Como importante exportador de energía, el país no siente la necesidad de invertir en la producción de energía renovable: en 2020, no produjo ni energía eólica ni energía solar.
El 21 % de la electricidad de Indonesia se genera en centrales hidroeléctricas y prácticamente todo el resto se produce en instalaciones térmicas. A finales de la década de 1980, el país disponía de unas instalaciones eléctricas que generaban una capacidad de unos 10,4 millones de kW y la producción anual era de unos 34 800 millones de kWh aproximadamente.

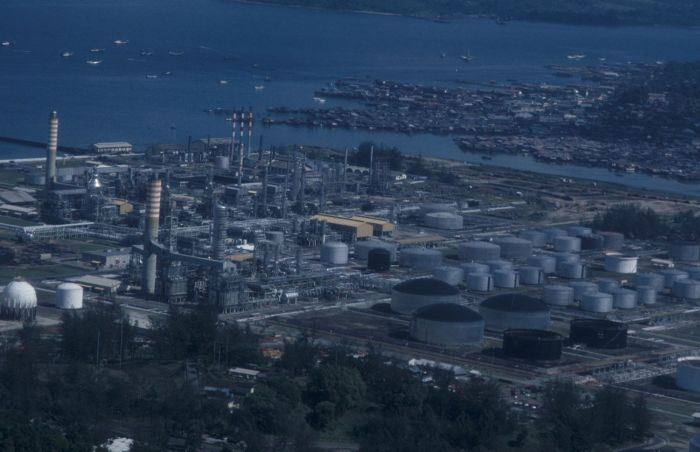
Refinería de petróleo en Balikpapan
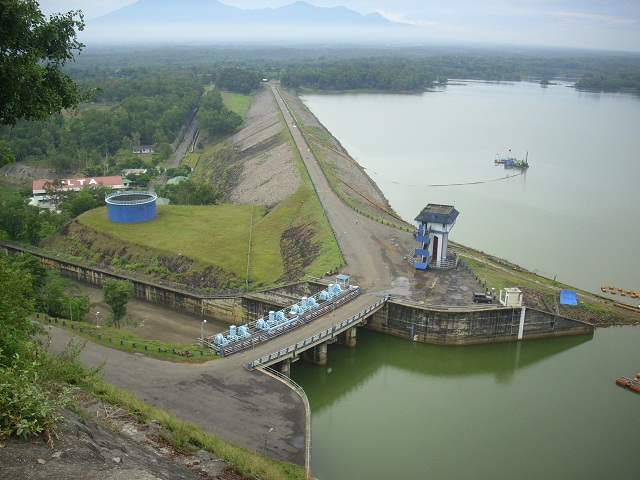
Planta hidroeléctrica Gajah Mungkorn
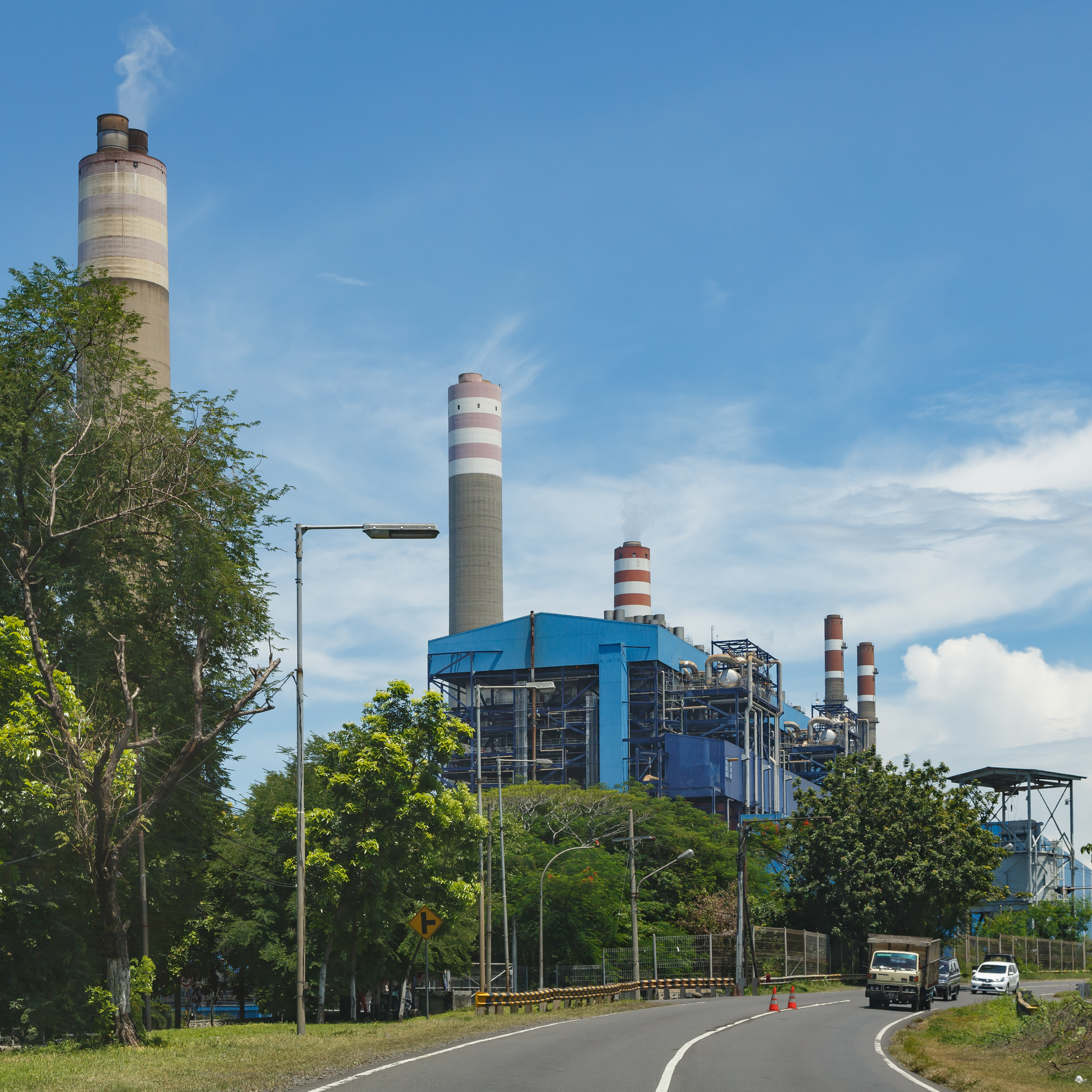
Planta de energía de carbón Python

## Sector terciario

### Turismo
En 2018, Indonesia fue el 31.er país más visitado del mundo, con 13,3 millones de turistas internacionales. Los ingresos por turismo este año fueron de $ 14.1 mil millones.

## Moneda y banca
La nueva rupia, que tiene un valor equivalente a 1000 rupias antiguas, ha sido la unidad monetaria oficial de Indonesia desde 1965 (1913 rupias equivalían a 1 dólar en 1991). El Banco de Indonesia es el banco central del país. Aproximadamente tres docenas de bancos regionales y nacionales conceden créditos a las empresas industriales y comerciales. El país también posee unos 80 bancos comerciales privados y filiales de bancos extranjeros.

## Comercio internacional
Desde 1964 casi todo el comercio de exportación e importación de Indonesia estaba en manos de compañías comerciales estatales. A finales de la década de 1980, entre las exportaciones importantes figuraban el petróleo, y sus productos derivados, el gas natural y la chapa de madera; de menor importancia eran el café, el caucho, el estaño, el aceite de palma, el tabaco, el té y la pimienta. Entre las importaciones predominaban la maquinaria, el equipamiento de transportes, equipos eléctricos, productos químicos, arroz, hierro y acero, y medicinas. Los principales socios comerciales de Indonesia son Japón, Estados Unidos, Singapur, Alemania, Taiwán y la República de Corea. Anualmente el valor de las exportaciones de Indonesia supera al de las importaciones; a finales de la década de 1980 las exportaciones del país alcanzaron un valor de 22 700 millones de dólares y las importaciones de 16 300 millones.

## Transporte
Las vías de navegación fluvial bien conservadas y la navegación interinsular son de vital importancia para la economía de Indonesia. Tras la retirada del equipamiento y el personal neerlandés en 1958, la reconstrucción y el desarrollo de las instalaciones para los buques ha ido avanzando lentamente. Los principales puertos de comercio internacional están situados cerca de Yakarta y Surabaya (en Java), y en Medan (Sumatra). Borneo y Célebes también poseen puertos pequeños que se dedican sobre todo al tráfico comercial interno.
A finales de la década de 1980, Indonesia tenía unos 250 000 km de carreteras, el 39 % de las cuales estaban pavimentadas. En el país había también unos 6580 km de vías ferroviarias, la mayor parte en Sumatra, Java y Madura. La principal línea aérea internacional es la Línea Aérea Garuda Indonesia, controlada por el Estado. Los principales aeropuertos se encuentran en Yakarta, Medan y Denpasar.

## Trabajo
Desde 1908, los movimientos del momento en el que se inició el movimiento sindical en Indonesia, los sindicatos han tenido un activo papel en la vida nacional. El mayor colectivo o conjunto de sindicatos es la Unión de Trabajadores de toda Indonesia, fundado en 1973. La semana laboral de 40 horas es oficial en todo el país y los salarios se regulan con base en un sistema arbitral. El Código de Trabajo de 1948 y las legislaciones posteriores proporcionaron normas referentes al trabajo de las mujeres e infantil, condiciones y horas de trabajo y días de vacaciones.
Según Amnistía Internacional, varias multinacionales que operan en el país (Wilmar, Nestlé y Unilever, etc) son culpables de "violaciones de los derechos humanos". La ONG denuncia la presencia de niños menores de 10 años en plantaciones aceite de palma que realizan trabajos físicamente exigentes y peligrosos, condiciones de trabajo peligrosas debido a la falta de equipamientos de trabajo adecuados, salarios muy bajos para los trabajadores, objetivos de rendimiento "ridículamente altos" con sanciones para los que no los alcanzan, y la precariedad en la que se mantienen los trabajadores, sin pensiones ni seguro médico.
En octubre de 2020, el Parlamento aprobó una ley percibida como "ultraliberal". Con el objetivo de atraer a los inversores extranjeros a Indonesia, se espera que la ley provoque la pérdida de ciertos beneficios sociales, facilite los despidos, reduzca las indemnizaciones por despido y aumente las horas extras. Además, al relajar la legislación medioambiental, podría provocar una "deforestación incontrolada", según los grupos ecologistas. Los sindicatos de trabajadores y los ecologistas organizan manifestaciones, que provocan enfrentamientos con la policía y cientos de detenciones.